# Lessing J. Rosenwald
Lessing Julius Rosenwald, né le 10 février 1891 à Chicago et mort le 24 juin 1979 à Jenkintown, près de Philadelphie,, est un homme d'affaires américain, collectionneur d'art et de livres rares, et un mécène du jeu d'échecs.

## Biographie
Lessing J. Rosenwald est un fils de Julius Rosenwald, marchand de vêtements pour hommes devenu copropriétaire et président de Sears, Roebuck and Company de 1908-1923, et président du conseil d'administration de 1923-1932. Lessing étudie à l'université Cornell de 1909 à 1911 et commence à  travailler chez Sears, d'abord en tant que commis à l'expédition. Il parcourt les échelons dans l'entreprise, En 1920, il est chargé de l'ouverture d'une succursale à Philadelphie, et d'une centre d'approvisionnement en catalogues pour la vente par correspondance qui prend une place croissante dans l'entreprise. Il réside pendant de nombreuses années à Jenkintown, en Pennsylvanie.

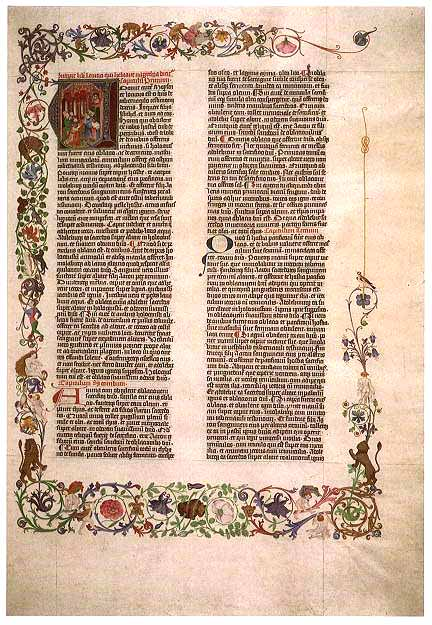
Bible géante de Mayence, don de Rosenwald à la Bibliothèque du Congrès.

Succédant à son père, il est président de Sears de 1932 à 1939, date à partir de laquelle où il se consacre à plein temps à sa collection de livres rares et d'objets d'art.

## Collectionneur
Au milieu des années 1920, Lessing J. Rosenwald établit une relation d'affaire avec Abraham Simon Wolf Rosenbach, un antiquaire et négociant en livres rares connu qui le conseille dans la constitution de sa collection.
En 1928 il achète une propriété à Jenkintown, qu'il appelle Alverthorpe Manor. Ultérieurement, quand sa collection d'imprimés et de livres s'agrandit, il fait ajouter une nouvelle aile au bâtiment, où la température et l’humidité est adaptée à la collection. Après sa mort et après le déménagement de ses collections à la Bibliothèque du Congrès et à la National Gallery of Art, le domaine est donné à la municipalité de Jenkintown qui en fait un centre culturel en plein air appelé Abington Art Center.
La Collection Rosenwald de la Bibliothèque du Congrès comporte plus de 2 600 livres rares, collection accessible aux historiens et scientifiques. La collection graphique de comporte 24 000 pièces, parmi lesquelles des gravures sur bois et sur cuivre de Dürer, Rembrandt, Whistler et Cassatt. En 1943, il s'engage à faire don de ses collections à la Bibliothèque du Congrès et la National Gallery of Art, tous deux situés à Washington, après sa mort. Deux pièces célèbres de la collection sont la Bible géante de Mayence et un exemplaire de l'Atlas cosmographicæ de Gérard Mercator.
Rosenwald est également passionné du jeu d'échecs, et soutient financièrement le jeu d'échecs en Amérique. Il a parrainé le Championnat d'échecs des États-Unis dans les années 1950.

## Activités politiques
Rosenwald a été le partisan juif le plus connu de l'America First Committee, qui préconisait la neutralité des États-Unis dans la seconde Guerre mondiale avant l'attaque de Pearl Harbor, dirigée par Robert E. Wood, son successeur chez Sears-Roebuck et ami de longue date. Il démissionne du  conseil d'administration du comité en décembre 1940 à propos de divergences sur l'antisémitisme, mais déclare qu'il continue à être « pleinement d'accord avec les objectifs du comité ».
En 1943, Rosenwald devient président de l'American Council for Judaism (en), une association  antisioniste du judaïsme réformé, un poste qu'il occupe jusqu'en 1955; ensuite il est en reste président du conseil d'administration. Pendant ce temps, Rosenwald est également actif dans les efforts de sauver des Juifs d'Europe, et a exhorté les États-Unis admettre un grand nombre de réfugiés, à la fois des juifs et des non-juifs.

## Honneurs et distinctions
La renommée de Lessing J. Rosenwald comme amateur, collectionneur et donateur de livres rares à la Bibliothèque du Congrès est souligné dans un roman de David Baldacci, Le Camel Club, Londres (Pan Books), 2006, p. 164 et suivantes.
Il est élu membre de l'American Antiquarian Society en 1954.